# دوك كرامر
دوك كرامر (بالإنجليزية: Doc Cramer) هو لاعب كرة قاعدة أمريكي، ولد في 22 يوليو 1905 في بيتش هافن في الولايات المتحدة، وتوفي في 9 سبتمبر 1990 في ماناهاوكين في الولايات المتحدة.

## وصلات خارجية
- دوك كرامر على موقعبيزبول رفرنس.كوم (الدوري الرئيسي) (الإنجليزية)
- دوك كرامر على موقعبيزبول رفرنس.كوم (الدوري الثانوي) (الإنجليزية)